# 佐藤英志
佐藤 英志（さとう えいじ、1969年5月3日 - ）は、日本の実業家、公認会計士、税理士。エスネットワークス共同創業者で、同社代表取締役社長や、USEN最高財務責任者、ギャガ・コミュニケーションズ取締役副社長を経て、太陽ホールディングス代表取締役社長・グループ最高経営責任者、2025年6月 退任。

## 人物・経歴
東京都出身。1992年中央大学経済学部卒業、監査法人トーマツ入所。1995年佐藤英志公認会計士事務所開設。1998年大阪有線放送社取締役、インテリジェンス監査役。1999年須原伸太郎とエスネットワークスを共同設立し、代表取締役社長就任。
2001年有線ブロードネットワークス顧問。2002年有線ブロードネットワークス取締役管理本部長。2003年有線ブロードネットワークス常務取締役管理本部長兼経営企画室長兼経理部長兼財務部長。2004年ギャガ・コミュニケーションズ取締役副社長。2005年USEN常務取締役管理本部長兼経営企画室長、KLab監査役。USENの最高財務責任者として再建にあたった。2006年ライブドア取締役。2008年太陽インキ製造取締役。
2009年太陽インキ製造執行役員グループ最高財務責任者。2010年太陽ホールディングス代表取締役副社長。2011年太陽ホールディングス代表取締役社長・グループ最高経営責任者、エスホールディングス取締役。2014年太陽インキ製造代表取締役社長。2017年太陽ファルマ代表取締役会長。2018年太陽インキ製造取締役。2019年太陽ファルマテック代表取締役社長。

## 著書
- 『CFO経営』（須原伸太郎と共著）幻冬舎メディアコンサルティング 2010年